# Sven Schultze
Sven Schultze (Bamberg, 11 de julho de 1978) é um ex-basquetebolista profissional alemão atualmente aposentado.

## Carreira
Schultze integrou o elenco da Seleção Alemã de Basquetebol nas Olimpíadas de 2008